# أولاد النعام (راهلة أولاد السي لحسن)
أولاد النعام هو دُوَّار يقع بجماعة أولاد فريج، إقليم الجديدة، جهة الدار البيضاء سطات في المملكة المغربية. ينتمي الدوّار لمشيخة راهلة أولاد السي لحسن التي تضم دوارين. يقدر عدد سكانه بـ 222 نسمة حسب الإحصاء الرسمي للسكان والسكنى لسنة 2004.

## روابط خارجية
- البوابة الوطنية للجماعات الترابية
- المندوبية السامية للتخطيط